# Dipivefrin
A dipivefrin fehér vagy majdnem fehér kristályos por (op. 160°C). Bőségesen oldódik vízben, etanolban, diklórmetánban, nagyon bőségesen metanolban.
A zöld hályog kezelésére szemcsepp formájában használatos szer. Az adrenalin prodrugja. A VIII. Magyar Gyógyszerkönyvben Dipivefrini hydrochloridum    néven hivatalos.  

## Hatásmód
A dipivefrin az adrenalinnak a pivalinsavval alkotott kettős észtere. A két pivalinátcsoport zsírban oldhatóbbá teszi a molekulát, mely ezáltal az adrenalinnál könnyebben jut be az elülső szemcsarnokba. Itt enzimatikus hidrolizáció során felszabadul az adrenalin, mely csökkenti a folyadéktermelést, és elősegíti a csarnokvíz kiáramlását az elülső csarnokból a csarnokzugba. Ezáltal csökken a szemnyomás.

## Készítmények
Magyarországon nincs forgalomban dipivefrint tartalmazó készítmény, de a nemzetközi gyógyszerkereskedelemben számos kapható.